# Survival (Muse-Lied)
Survival ist ein Lied der englischen Alternative-Rock-Band Muse und der offizielle Song der Olympischen Sommerspiele 2012. Es ist auch die erste Single aus ihrem sechsten Studioalbum The 2nd Law.

## Geschichte
Das Lied wurde am 27. Juni 2012 im BBC Radio 1 vorgestellt. 2011 war Matthew Bellamy für die Komposition angefragt worden. Er fühlte sich dadurch geehrt und sagte: „It's a huge honour to have the track chosen as such a major part of the London 2012 Olympic Games.“ Das Lied wurde sowohl bei den Medaillenzeremonien als auch bei der Schlussfeier der Olympischen Sommerspiele 2012 gespielt.
Im Begleitgesang ist ein gemischter Chor zu hören.

## Charts und Chartplatzierungen
| ChartsChartplatzierungen     | Höchstplatzierung | Wochen |
| ---------------------------- | ----------------- | ------ |
| Deutschland (GfK)            | 87 (2 Wo.)        | 2      |
| Schweiz (IFPI)               | 40 (1 Wo.)        | 1      |
| Vereinigtes Königreich (OCC) | 22 (8 Wo.)        | 8      |